# Vysókoye (Krasnodar)
Vysókoye (del ruso: Высокое) es un seló del distrito de Ádler de la unidad municipal de la ciudad-balneario de Sochi, en el krai de Krasnodar de Rusia, en el sur del país (Cáucaso occidental). Está situado en la orilla derecha del río Mzymta, cerca de su desembocadura en el mar Negro, 22 km al sureste de Sochi y 192 km al sureste de Krasnodar. Tenía 3.910 habitantes en 2010.
Pertenece al municipio rural Moldovski.

## Historia
La localidad fue fundada en 1871 por emigrantes rusos de los óblast del sur y el suroeste del Imperio ruso. La población del seló crecería a principios del siglo XX con la llegada de inmigrantes griegos que huían de las masacres y opresión a las que eran sometidos en el Imperio otomano junto con otras comunidades cristianas.

## Demografía
| 2002 | 2010 |
| ---- | ---- |
| 3051 | 3910 |

### Composición étnica
De los 3.051 habitantes con que contaba en 2002, el 68.9 % era de etnia armenia, el 23.6 % era de etnia rusa, el 3.2 % era de etnia griega, el 2.1 % era de etnia ucraniana, el 0.7 % era de etnia georgiana, el 0.3 % era de etnia bielorrusa, el 0.1 % era de etnia adigué, el 0.1 % era de etnia tártara, el 0.1 % era de etnia adigué y el 0.1 % era de etnia abjasia.

## Lugares de interés
Cabe destacar como monumento religioso, la Iglesia de la Dormición de la Madre de Dios (Храм Успения Пресвятой Богородицы).

## Transporte
El aeropuerto internacional de Sochi, en Moldovka, se halla inmediatamente al sur. El aeropuerto está tiene una estación de tren y 7 km al sur del seló se sitúa la Estación de Ádler. Por el este de Vysókoye pasa la carretera A148 Ádler-Krásnaya Poliana.